# Сьерра-Каппеллети, Элиас
Элиас Сьерра-Каппеллети (англ. Elias Sierra-Cappelleti; родился 25 августа 2001, Хасселт, Бельгия) — бельгийский футболист, полузащитник.

## Футбольная карьера
Элиас — уроженец бельгийского города Хасселт, столицы провинции Лимбург. Имеет испанское и итальянское происхождение. Обучался футболу в академии клуба «Генк». В сезоне 2019/20 был впервые приглашён в основную команду, однако в пяти матчах оставался на скамейке запасных. Дебютировал в Лиге Жюпиле только в следующем сезоне в поединке против «Беерсхота», выйдя на замену на 81-й минуте вместо Куасси Эбуэ.
Выступал за юношеские сборные Бельгии по футболу. Участник чемпионата Европы 2018 года среди юношей не старше 17 лет. Вместе с командой дошёл до полуфинала, где бельгийская сборная уступила сверстникам из Италии. На турнире сыграл в трёх матчах, в том числе выходил в стартовом составе в двух матчах плей-офф.
25 июля 2023 года подписал двухлетний контракт с клубом ВВВ-Венло. В составе клуба дебютировал 13 августа в матче Эрстедивизи против МВВ Маастрихта.

## Достижения
«Хераклес»
- Победитель Первого дивизиона Нидерландов: 2022/23[нидерл.]